# Стегаловский сельсовет
Стега́ловский сельсове́т — сельское поселение в Долгоруковском районе Липецкой области.
Административный центр — село Стегаловка.

## География
Стегаловский сельсовет находится в северной части района. Граничит на востоке с Большебоевским, на юге с Долгоруковским, на западе с Грызловским, на северо-западе со Свишенским сельскими поселениями Долгоруковского района, на северо-востоке с Елецким районом.
По территории поселения протекает река Свишня и несколько небольших ручьёв. Крупные запруды близ деревни Грибоедово и Петровка, южнее села Стегаловка.

## Население
| 2010  | 2012  | 2013  | 2014  | 2015  | 2016  | 2017  |
| ----- | ----- | ----- | ----- | ----- | ----- | ----- |
| 1267  | ↘1205 | ↘1164 | ↘1135 | ↘1115 | ↗1121 | ↗1133 |
| 2018  | 2021  |       |       |       |       |       |
| ↘1118 | ↗1335 |       |       |       |       |       |

## Состав сельского поселения
| № | Населённый пункт | Тип населённого пункта       | Население |
| - | ---------------- | ---------------------------- | --------- |
| 1 | Грибоедово       | деревня                      | ↘32       |
| 2 | Красное Утро     | деревня                      | 36        |
| 3 | Орановка         | деревня                      | 12        |
| 4 | Петровка         | деревня                      | 1         |
| 5 | Стегаловка       | село, административный центр | ↗1192     |

## Культура и образование
- Центр культуры и досуга (Дом культуры) и библиотека
- Средняя школа в селе Стегаловка
- Детский сад

## Инфраструктура
- Отделение почтовой связи
- Офис обслуживания Сбербанка России

## Медицина
- Стегаловская участковая больница (филиал Долгоруковской ЦРБ)
- Аптека

## Экономика
- ООО АФ «Тербуны Агро»
- ООО «Стегаловское»
- Сеть продовольственных магазинов и кафе
- Автозаправочная станция
- Дом отдыха «Усадьба Ведрова» (бывшая «Лесная сказка»)

## Транспорт
Через поселение проходит автомобильное шоссе Елец — Долгоруково — Тербуны, развита сеть местных дорог с асфальтобетонным и щебневым покрытием.

## Достопримечательности
- Церковь Успения последней четверти XVIII века в селе Стегаловка  памятник архитектуры (региональный)
- Усадьба помещика Ведрова XIX века
- Памятник природы «Каменный лес»